# 捷克总理
捷克總理（捷克語：Předseda vlády České republikyc），是捷克共和國的政府首腦。總理一職於1993年天鵝絨分離後設立。捷克的政治體制是內閣制，總理由總統任命，主要職責是組建內閣並任命其他部長，然而其內閣需要通過眾議院的信任投票，包括總理在內需要獲得多數眾議員支持才能就任。
第一任捷克总理是瓦茨拉夫·克劳斯，2003年曾就任捷克总统。现时的捷克总理是彼得·費亞拉，就任于2021年11月28日。

## 歷任總理

### 捷克斯洛伐克聯邦共和國時期（1990年－1992年）
（1990年3月6日－1992年12月31日与斯洛伐克组成联邦共和国，有各自的政府）
捷克总理
政党
  公民论坛（OF）
| 次序 | 肖像          | 姓名                                     | 在任期間     | 在任期間      | 在任期間 | 所屬政黨                   | 内阁                               | 内阁           | 国家委员会   |
| 次序 | 肖像          | 姓名                                     | 就任日期     | 离任日期      | 天数     | 所屬政黨                   | 内阁                               | 内阁           | 国家委员会   |
| ---- | ------------- | ---------------------------------------- | ------------ | ------------- | -------- | -------------------------- | ---------------------------------- | -------------- | ------------ |
| 1    |               | 彼得·皮特哈尔特 （Petr Pithart，1941- ） | 1990年2月6日 | 1990年6月29日 | 877      | 公民论坛 （OF） OF后改为OH | I                                  | KSČ – ČSL – OF | 5 （ ···· ） |
| 1    | 1990年6月29日 | 彼得·皮特哈尔特 （Petr Pithart，1941- ） | 1992年7月2日 | II            | 877      | 公民论坛 （OF） OF后改为OH | OF – HSD-SMS – ČSL OF后改为OH和ODS | 6 （1990）     |              |

### 捷克共和國時期（1993年－）
1993年1月1日捷克斯洛伐克联邦共和国解體，分裂為为捷克共和国和斯洛伐克共和国。
政党:
  公民民主党(ODS)
  独立人士
  捷克社会民主党(ČSSD)
| 次序 | 姓名                                             | 姓名 | 就任日期       | 離任日期       | 所屬政黨           |
| ---- | ------------------------------------------------ | ---- | -------------- | -------------- | ------------------ |
| 1    | 瓦茨拉夫·克劳斯 （Václav Klaus，1941－）         |      | 1992年7月2日   | 1998年1月2日   | 公民民主黨（ODS）  |
| 2    | 约瑟夫·托绍夫斯基 （Josef Tošovský，1950－）     |      | 1998年1月2日   | 1998年7月22日  | 無黨籍             |
| 3    | 米洛什·泽曼 （Miloš Zeman，1944－）              |      | 1998年7月22日  | 2002年7月15日  | 捷克社會民主黨     |
| 4    | 弗拉迪米尔·什皮德拉 （Vladimír Špidla，1951－）  |      | 2002年7月15日  | 2004年8月4日   | 捷克社會民主黨     |
| 5    | 斯坦尼斯拉夫·格罗斯 （Stanislav Gross，1969－）  |      | 2004年8月4日   | 2005年4月25日  | 捷克社會民主黨     |
| 6    | 伊日·帕劳贝克 （Jiří Paroubek，1952－）          |      | 2005年4月25日  | 2006年9月4日   | 捷克社會民主黨     |
| 7    | 米雷克·托波拉内克 （Mirek Topolánek，1956－）    |      | 2006年9月4日   | 2009年5月8日   | 公民民主黨         |
| 8    | 扬·菲舍尔 （Jan Fischer，1951－）                |      | 2009年5月8日   | 2010年7月13日  | 無黨籍             |
| 9    | 彼得·内恰斯 （Petr Nečas，1964－）               |      | 2010年7月13日  | 2013年7月10日  | 公民民主黨         |
| 10   | 伊日·鲁斯诺克 （Jiří Rusnok，1960－）            |      | 2013年7月10日  | 2014年1月29日  | 無黨籍             |
| 11   | 博胡斯拉夫·索博特卡 （Bohuslav Sobotka，1971－） |      | 2014年1月29日  | 2017年12月13日 | 捷克社會民主黨     |
| 12   | 安德烈·巴比什 （Andrej Babiš，1954－）           |      | 2017年12月13日 | 2021年11月28日 | 是的2011           |
| 13   | 彼得·費亞拉 （Petr Fiala，1964－）               |      | 2021年11月28日 | 現任           | 一起（公民民主黨） |